# All of the Girls You Loved Before
All of the Girls You Loved Before è un singolo promozionale della cantautrice statunitense Taylor Swift, pubblicato il 17 marzo 2023.

## Descrizione
La canzone è stata inizialmente registrata nel febbraio del 2019 per il settimo album in studio Lover, ma in seguito Swift ha deciso di non includerla nella tracklist definitiva del disco. La traccia è rimasta sconosciuta fino al 2020, quando è stata rivelata la sua esistenza (con il titolo All of the Girls) tramite alcune informazioni diffuse in rete.
L'audio in bassa qualità di una demo del brano è successivamente trapelato online all'inizio del 2023, prima in brevi spezzoni e poi integralmente.
Il 16 marzo 2023, alla vigilia dell'inizio del The Eras Tour, la cantante ha annunciato la pubblicazione ufficiale della canzone per il giorno successivo, assieme a tre ri-registrazioni di brani precedenti: Eyes Open, If This Was a Movie e Safe & Sound. Il 17 marzo 2023 il brano è stato reso disponibile sulle piattaforme di streaming, sia singolarmente con la copertina di Lover che come parte dell'EP promozionale The More Lover Chapter.

## Tracce
Testi e musiche di Taylor Swift, Adam King Feeney e Louis Bell.
1. All of the Girls You Loved Before – 3:41

## Classifiche
| Classifica (2023) | Posizione massima |
| ----------------- | ----------------- |
| Australia         | 15                |
| Canada            | 12                |
| Filippine         | 6                 |
| Grecia            | 47                |
| Irlanda           | 9                 |
| Malaysia          | 17                |
| Norvegia          | 32                |
| Nuova Zelanda     | 13                |
| Paesi Bassi       | 90                |
| Regno Unito       | 11                |
| Portogallo        | 64                |
| Singapore         | 13                |
| Stati Uniti       | 12                |
| Svezia            | 55                |
| Vietnam           | 29                |